# Čihaja (ASR-401)
Čihaja (ASR-401) byla záchranná loď ponorek Japonských námořních sil sebeobrany (JMSDF). Byla to historicky první japonská loď toho druhu. Ve službě byla v letech 1961–1989.

## Stavba
Pro snížení nákladů bylo plavidlo postavena podle komerčních standardů. Jeho kýl byl založen v 15. března 1960 v japonské loděnici Mitsubishi Heavy Industries v Jokohamě, přičemž na vodu bylo spuštěno 4. října téhož roku. Do služby bylo plavidlo přijato 15. března 1961. 

## Konstrukce
Plavidlo neslo námořní vyhledávací radar OPS-4D a trupový sonar AN/SQS-11A. Od amerického námořnictva byla získána záchranná komora McCann, kterou nesly i americké záchranné lodě ponorek třídy Chanticleer. Komora mohla pracovat do hloubky 91 metrů. Dále byla vybavena dekompresní komorou pro potápěče a devítimetrovým pracovním člunem. Pohonný systém tvořil jeden diesel Mitsubishi/MAN G6Z52/70 o výkonu 2700 hp, pohánějící lodní šroub se stavitelnými lopatkami. Nejvyšší rychlost dosahovala 15 uzlů. 